# Флаг Мышкина
Флаг городского поселения Мы́шкин Мышкинского муниципального района Ярославской области Российской Федерации.
Флаг утверждён 20 февраля 2007 года и является официальным символом городского поселения Мышкин. Ранее флаг Мышкинского муниципального округа являлся одновременно флагом города Мышкина.

## Описание
«Флаг городского поселения Мышкин представляет собой прямоугольное полотнище зелёного цвета с соотношением ширины к длине 2:3.
В центре полотнища изображён герб городского поселения Мышкин в соотношении герба к зелёному полю 1:5. Изображение герба выделено золотым канатом».
Геральдическое описание герба городского поселения Мышкин гласит: «В зелёном поле малый щит, разделённый на две части в соотношении 4:3. В верхней серебряной части — победренное изображение медведя коричневого цвета с секирой на левом плече. В червлёной части — серая мышка».

## Символика
Зелёный цвет символизирует надежду, плодородие, жизнь, здоровье.
Серебро в геральдике — символ простоты, совершенства, благородства, мира, сотрудничества.
Красный цвет символизирует храбрость, мужество, неустрашимость.
Коричневый — символ печали, благоразумия, мудрости, смирения.
Золото в геральдике — символ высшей ценности, богатства, прочности, силы, стабильности, уважения и интеллекта.